# AirStation

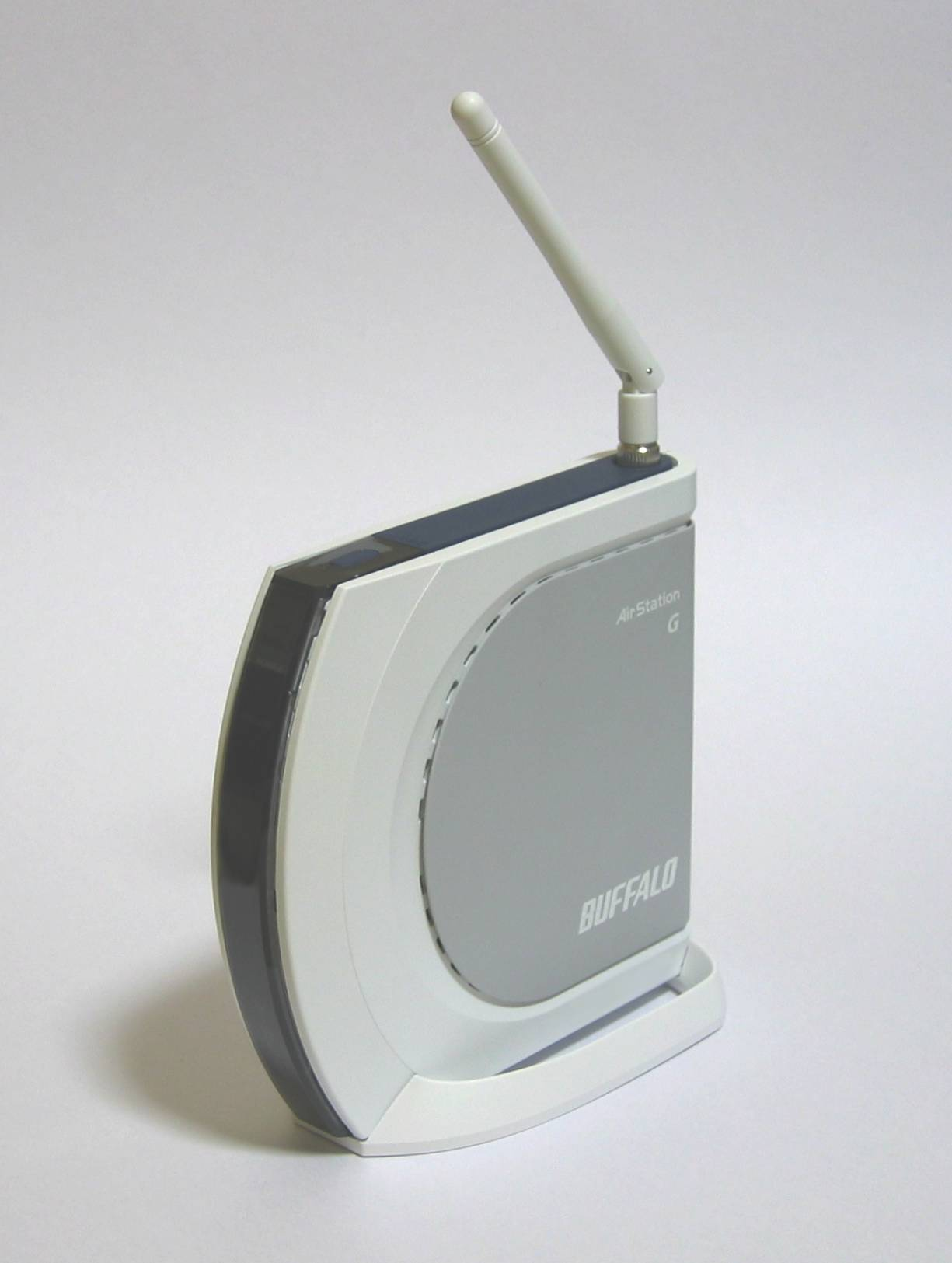
AirStation親機
（WHR-G54S）

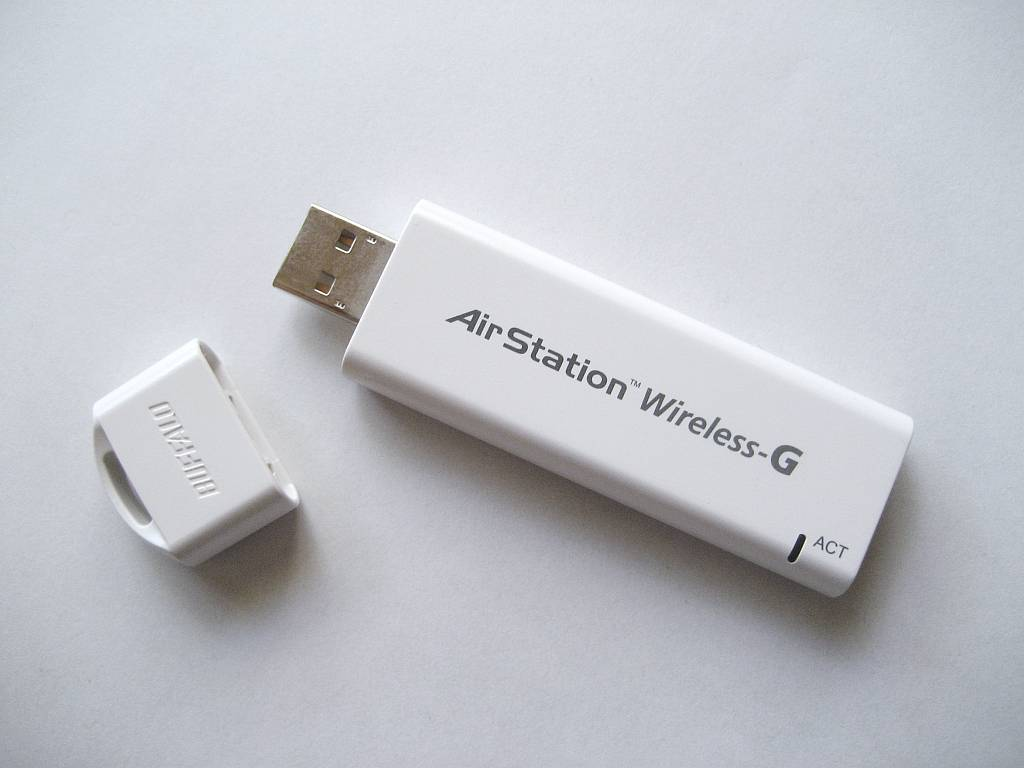
AirStation子機（USBメモリ型）
（WLI-U2-KG54L）

AirStation（エアステーション）は、バッファローの無線LANアクセスポイントの製品名であり、同社の商標である。
クライアント（子機）を同梱したセット販売を展開。一般家庭向けに価格を抑えながらも多機能で、暗号化技術CCMP（AES）・TKIP・WEPの3種類を採用しセキュリティ対策も十分に講じられている。さらに、煩雑な無線LANの各種設定をボタンひとつで処理する「AOSS」と呼ばれるシステムを搭載（これは後にWPSを策定させる遠因となった）。無線LANの入門機として人気が高く、無線LANの普及に貢献した。
このほか規格値で300Mbpsの通信が可能なNFINITI、出力を増強し通信範囲を拡大させたAirStation HIGH POWER、多元接続（MIMO、マイモ）により高速化したAirStation MIMO、小規模オフィス・SOHO向けのAirStation Proを販売している。USBメモリ型・PCカード型・デスクトップパソコン内蔵型といったさまざまな形状の子機や指向性および無指向性のアンテナ、中継機、イーサネットコンバータなど、数多くのオプションを取りそろえている。